# Kurt Blaschtowitschka
Kurt Blaschtowitschka (geb. 4. August 1906 in Teplice-Šanov; gest. 14. September 1945 in Prag) war ein tschechoslowakisch-deutscher Jurist. Er war in der Zeit des Reichsprotektorats Böhmen und Mähren Staatsanwalt am deutschen Sondergericht Prag. Nach dem Zweiten Weltkrieg wurde er als Kriegsverbrecher hingerichtet.

## Lebensweg
Kurt Blaschtowitschka war ein Sohn von Antonín Blaschtowitschka (1874–1945), der Senatspräsident in Prag war. Nach seinem Jura-Studium war Kurt Blaschtowitschka seit 1933 im Justizdienst der Ersten Tschechoslowakischen Republik tätig. Im Jahr 1936 legte er seine zweite juristische Staatsprüfung ab und wurde Richter am Landesstrafgericht in Prag. Er wurde zum Dr. iur. promoviert. Nach der deutschen Besetzung der Tschechoslowakei im März 1939 wurde Blaschtowitschka Staatsanwalt in Prag. Als Prager Staatsanwalt lernte Blaschtowitschka Maria Tomšu kennen, die aus Vizovice stammte und in einer Prager Anwaltskanzlei arbeitete. Im Jahr 1941 heirateten die beiden. Über seine Frau lernte Blaschtowitschka vor Weihnachten 1943 den tschechischen Priester Antonín Vysloužil (1890–1945) aus Vizovice kennen, dem Heimatort von Maria Tomšu. Der Pfarrer, der die nationalsozialistischen deutschen Besatzer wie auch die im Untergrund operierenden tschechoslowakischen Kommunisten ablehnte, bat Blaschtowitschka, bei der Gestapo in Zlín zugunsten einiger inhaftierter Bürger von Vizovice zu intervenieren. Dass Blaschtowitschka dies tatsächlich tat, lässt sich nicht anhand von Schriftdokumenten belegen, aber jedenfalls blieben der oppositionelle Priester und der Staatsanwalt in deutschen Diensten in einem Vertrauensverhältnis zueinander. Blaschtowitschka vertraute dem Pfarrer Vysloužil an, dass er eine geheime Liste von Kollaborateuren der Gestapo in Zlín und Vizovice besaß. Kurz vor Kriegsende übergab Blaschtowitschka diese Liste dem Pfarrer Vysloužil. Die übergebenen Dokumente umfassten nicht nur eine Namensliste, sondern auch Original-Denunziationsschreiben bestimmter Tschechoslowaken.
Kurt Blaschtowitschka war für 120 Todesurteile des Sondergerichts am deutschen Landgericht Prag mitverantwortlich. Er soll aber andererseits auch mehrere Tschechoslowaken vor der Hinrichtung bewahrt haben. Seine Vorgesetzten in der Staatsanwaltschaft sollen ihn deswegen zunächst einige Zeit lang mit Argwohn beobachtet und ihm die Zuständigkeit für bestimmte Strafverfahren entzogen haben, bevor sie ihn 1944 vom Dienst suspendierten.
Der am 12. Mai 1921 in Dětenice bei Jičín geborene und 2016 verstorbene tschechische Widerstandskämpfer Miloš Hájek berichtet in seinen Lebenserinnerungen, dass einer seiner Mitgefangenen, der damals 46-jährige Großkaufmann Mojmír Dvořák, durch Bestechungsgeldzahlungen an den Staatsanwalt Blaschtowitschka erreicht habe, dass der Prozess gegen Hájek, Dvořák und andere vor dem Sondergericht Prag immer wieder vertagt wurde. Für Hájek war dieser Aufschub lebensrettend.
Nach dem Ende des Zweiten Weltkriegs wurde Blaschtowitschka vor dem Mimořádný lidový soud v Praze („Außerordentlichen Volksgerichtshof in Prag“) angeklagt, nach dem Velký retribuční dekret („Großen Vergeltungsdekret“) zum Tode verurteilt und am 14. September 1945 in Prag-Pankraz öffentlich durch den Strang hingerichtet. Sein Vater Antonín starb bald nach ihm an Unterernährung. Seine Frau Maria wurde zunächst inhaftiert und in der Haft misshandelt, später – obwohl sie Tschechin war – aus der Tschechoslowakei ausgewiesen. Der Vater von Maria Blaschtowitschka versuchte, diese zu retten und ihr eine Bescheinigung über ihre Zuverlässigkeit und Staatstreue zu verschaffen. Dabei erwähnte er unvorsichtigerweise, dass sich das Archiv des hingerichteten Kurt Blaschtowitschka im Besitz von Antonín Vysloužil, dem Pfarrer von Vizovice, befand, der sich ebenfalls für Maria Blaschtowitschka einsetze. Da Vysloužils Eingaben an die tschechoslowakischen Behörden von diesen nicht bearbeitet wurden, fuhr er mit dem Zug von Vizovice nach Prag, um dort seinem Anliegen durch persönliches Erscheinen Nachdruck zu verleihen; er wurde jedoch von Unbekannten aus dem fahrenden Zug geworfen und auf diese Weise am 9. Dezember 1945 umgebracht.
Kurt Blaschtowitschkas Witwe, Marie Blaschtowitschka (geb. Tomšu), wurde Mitarbeiterin des tschechoslowakischen Geheimdienstes StB. Sie wurde 1984 in München zunächst die Sekretärin, einige Jahre später dann die Ehefrau des tschechoslowakischen, im österreichischen und westdeutschen Exil lebenden Journalisten, Publizisten und politischen Aktivisten Vladimír Pekelský (1920–1975), Mitunterzeichner des Wiesbadener Abkommens von 1950, und warb im Jahr 1953 auch Pekelský für den tschechoslowakischen Geheimdienst an.